# カモン カモン
『カモン カモン』（C'mon C'mon）は、2021年のアメリカ合衆国のドラマ映画。監督はマイク・ミルズ、出演はホアキン・フェニックスとウディ・ノーマンなど。なお、本作は全編白黒で撮影されている。

## ストーリー
ラジオ局に勤めるジャーナリスト、ジョニーは取材旅行に出かけようとしていた。ところが、その矢先、ジョニーは妹（ヴィヴ）から甥のジェシーの面倒を見るよう頼みこまれ、やむなく彼を旅に同伴させることになり、彼と共に生活する中で徐々にその絆を深めていく。

## キャスト
- ジョニー: ホアキン・フェニックス
- ヴィヴ: ギャビー・ホフマン
- ジェシー: ウディ・ノーマン（英語版）
- ロクサーヌ: モリー・ウェブスター
- フェルナンド: ジャブーキー・ヤング＝ホワイト（英語版）
- ポール: スクート・マクネイリー

## 製作
2019年9月19日、マイク・ミルズ監督の新作映画にホアキン・フェニックスが出演することになったと報じられた。10月11日、ギャビー・ホフマンが本作の出演交渉に臨んでいるとの報道があった。2020年2月11日、ウディ・ノーマンがキャスト入りした。

### 撮影・音楽
本作の主要撮影は2019年11月4日にニューヨークで始まり、2020年2月に終了した。撮影はロサンゼルスやデトロイト、ニューオーリンズでも行われた。2021年7月20日、アーロン・デスナーとブライス・デスナーが本作で使用される楽曲を手掛けるとの報道があった。

## 公開・マーケティング・興行収入
2021年8月19日、本作の劇中写真が初めて公開された。9月2日、本作はテルライド映画祭でプレミア上映された。8日、本作のオフィシャル・トレイラーが公開された。10月4日、ニューヨーク映画祭で本作の上映が行われた。11月19日、本作は全米5館で封切られ、公開初週末に13万4447ドルを稼ぎ出し、週末興行収入ランキング初登場19位となった。

## 評価
本作は批評家から絶賛されている。映画批評集積サイトのRotten Tomatoesには201件のレビューがあり、批評家支持率は94%、平均点は10点満点で8.0点となっている。サイト側による批評家の見解の要約は「マイク・ミルズ監督による人間味にあふれた演出が、ホアキン・フェニックスとウディ・ノーマンが織りなす見事なケミストリーを完璧なものにしている。『カモン カモン』がありふれた設定から素晴らしいドラマを生み出せたのはそのお陰である。」となっている。また、Metacriticには43件のレビューがあり、加重平均値は82/100となっている。